# Manfred Gorgus
Manfred Gorgus (* 31. Juli 1951) ist ein ehemaliger deutscher Fußballspieler. 

## Karriere
Manfred Gorgus kam aus der eigenen Jugend zur ersten Mannschaft der Stuttgarter Kickers. Für diese absolvierte er zwischen 1970 und 1972 insgesamt 37 Spiele in der zweitklassigen Regionalliga Süd.